# Galerie Emila Filly
Galerie Emila Filly je umělecká galerie v Ústí nad Labem.

## Historie
Galerie je v Ústí nad Labem od roku 1992 provozována obecně prospěšnou společností Lidé výtvarnému umění – výtvarné umění lidem (LVU – VUL, o. p. s.). V porevolučním období se galerie snažila ústeckému publiku prezentovat kvalitní autory českého výtvarného umění (A. Šimotová, Z. Sýkora, D. Chatrný, J. Valoch, K. Malich, F. Skála a další), na přelomu devadesátých let 20. století se program galerie koncentroval na mladší generaci současných českých umělců (Černický, Kopřiva, Jasanský-Polák, Kvíčala, Kintera, Mančuška, Hanzlík...) a také zahraniční scénu, především z posttotalitní evropské oblasti. V galerii se již představily kurátorské projekty z Maďarska, Polska, Chorvatska.

## Současné aktivity
Přestože galerie pokračuje i v prezentaci světových umělců, v současné době se galerie zaměřuje i na představení osobností spojených s Ústím nad Labem. Úzce spolupracuje s Fakultou umění a designu a také s katedrou výtvarné výchovy Pedagogické fakulty Univerzity J. E. Purkyně v Ústí nad Labem. Důležitým prvkem činnosti galerie je i doprovodný program, v jehož rámci dostávají prostor aktivity, které přibližují jednotlivé výstavní projekty veřejnosti a nechybí ani komentované prohlídky vedené odbornou osobou (kurátor výstavy, teoretik výtvarného umění apod.).